# Oadby
Oadby is een plaats en civil parish in het bestuurlijke gebied Oadby and Wigston, in het Engelse graafschap Leicestershire met 22.729 inwoners.